# جون ودكوك
جون ودكوك (بالإنجليزية: John Woodcock)‏ هو لاعب كرة قدم أمريكية أمريكي، ولد في 19 مارس 1954 في يوريكا في الولايات المتحدة، وتوفي في 23 أغسطس 1998 في فريمونت في الولايات المتحدة بسبب نوبة قلبية.

## وصلات خارجية
- جون ودكوك على موقع مرجع كرة القدم المحترفة.كوم (الإنجليزية)